# Médaille du jubilé de diamant de Victoria
Pour les articles homonymes, voir Médaille du jubilé.
La médaille du jubilé de diamant de Victoria est une médaille commémorative frappée en 1897 au Royaume-Uni pour fêter le jubilé de diamant de Victoria, célébrant le 60e anniversaire de l’accession au trône de la reine.

## Éligibilité
La médaille est remise aux personnes impliquées dans les festivités du jubilé de diamant de la reine Victoria, ainsi qu'à certains participants militaires.

## Description

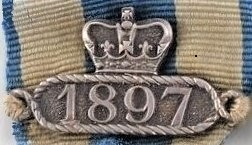
Boucle du ruban

La médaille est faite d'or pour les membres de la Famille royale britannique (73 médailles), en argent pour les officiers ou gens avec statut similaire (3 040 médailles), puis en bronze pour les autres participants (890 médailles). Elle mesure 30 mm de diamètre. Sur la face, on trouve le portrait de la reine avec le texte en latin : VICTORIA D.G. REGINA ET IMPERATRIX F.D.. Au revers, il est inscrit : IN COMMEMORATION OF THE 60TH YEAR OF THE REIGN OF QUEEN VICTORIA · 20 JUNE 1897. La médaille est conçue par Clemens Emptmayer, avec le portrait de la reine réalisé par Sir Joseph Edgar Boehm.

### Autres versions
Il existe deux autres versions de la médaille du jubilé de diamant :
- Une en forme de losange destinée aux maires et prévôts. En or pour les lords-maires et les lords-prévôts (14 médailles) et en argent pour les autres (512 médailles), à travers le Royaume-Uni.
- Une version spéciale, en bronze, pour les policiers ayant participé aux festivités du jubilé (10 086 médailles) : Médaille de police du jubilé de diamant.

Les autres pays membres de l'Empire britannique vont frapper chacun leur propre médaille.